# Curumbico
La playa Curumbico está situada en el municipio español de Almuñécar, en la provincia de Granada, comunidad autónoma de Andalucía. Posee una longitud de alrededor de 214 metros y un ancho promedio de 24 metros.